# Karel Novotný (politik)
Karel Novotný (18. září 1882 Znojmo – 27. dubna 1951 Brno) byl český a československý právník a politik; poslanec Revolučního národního shromáždění za Československou stranu lidovou.

## Biografie
Pocházel ze čtrnácti dětí. Jeho otec byl krejčí (Vavřinec Novotný) ve Znojmě. Ve věku deseti let si páteři všimli jeho hlasu a tak se dostal do kláštera do Vídně. Byl sboristou na kůru, v mládí zpíval v kostele o pašijích. Vystudoval gymnázium a právnickou fakultu. Přivydělával si tím, že dával kondice (doučoval).
Později se přestěhoval do Brna a působil tam jako advokát. V prosinci 1915 se uvádí, že jistý dr. Karel Novotný byl zapsán do seznamu advokátů. Sídlil v Brně. Kancelář měl v cyrilometodějské záložně na Zelném trhu. Dcera ho ve vzpomínkách popisuje jako statného, černovlasého muže. Angažoval se v českém národním životě. Za první republiky se podílel na rozvoji českého divadla v Brně. Jel například s Václavem Štechem do Paříže, aby se poučili. Účastnil se práce Klubu českých turistů nebo Českého čtenářského spolku a jeho každoročního bálu.
Roku 1922 se oženil s německy mluvící Židovkou, Annou Marií Löwovou (narozena 1904), jejíž rodiče žili v Pisárkách (před svatbou se ale dala pokřtít a po svatbě absolvovala kurzy češtiny, kterou pak téměř bezchybně používala). Roku 1923 se jim narodila dcera a roku 1926 syn Karel.
V letech 1918–1920 zasedal v Revolučním národním shromáždění za Československou stranu lidovou. Byl profesí advokátem.